# Агатангел Смирнски
Преподобни мученик Агатангел је хришћански светитељ. Пореклом је из Тракије. Светско име му је било Атанасије. Служећи код Турака, Турци су га насилно потурчили у Смирни. Као покајник је замонашен у Светој гори, у манастиру Есфигмену. Мучен савешћу он је пожелео да крвљу својом опере свој грех. Отишао је у Смирну, где је Турцима показао Крст и икону Васкрсења Христовог. Посечен је 19. априла (2. маја) 1819. године у својој 19. години. Хришћани верују да се по смрти јавио жив духовнику своме Герману.
Српска православна црква слави га 19. априла по црквеном, а 2. маја по грегоријанском календару.